# سیارک ۷۲۸۷
سیارک ۷۲۸۷ (به انگلیسی: 7287 Yokokurayama، نامگذاری:1990VN2) هفت هزار و دویست و هشتاد و هفتمین سیارک کشف شده‌است که در ۱۰ نوامبر ۱۹۹۰ کشف شد.
قدر مطلق سیارک برابر ۱۳٫۲۰ است.